# Akutaq
Akutaq (en inuktitut, ᐊᑯᑕᖅ) són unes postres de l'oest d'Alaska i el nord del Canadà. És una paraula que prové de l'idioma Yup'ik, que significa "barreja". També s'anomena gelat esquimal, gelat indi, gelat indígena o gelat d'Alaska.
Tradicionalment, s'elabora amb greix batut on s'hi barregen fruites silvestres com nabiu de grua, Rubus spectabilis, èmpetrum, móra vermella Rubus chamaemorus, nabiu americà.
També pot contenir verdures de fulla i rels de la tundra i, fins i tot, peix com ara bé salmònids.
Entre els olis i greixos animals de la base hi trobem sèu de caribú, d'ant, de morsa i oli de foca. L'akutaq de neu és la variant batuda amb neu fresca per augmentar-ne la consistència.
Actualment també s'hi afegeix sucre, llet i el greix vegetal Crisco.